# CenturyLink
Lumen Technologies (in precedenza CenturyLink), è un'azienda statunitense di comunicazione con sede a Monroe, Louisiana. Fornisce servizi di comunicazione a clienti di tipo residenziale, governativo e aziendale in 37 stati statunitensi.
È un membro dell'indice azionario S&P 500, ed opera come Internet Service Provider. È la terza compagnia più grande di telecomunicazione negli Stati Uniti in termini di linee servite dopo AT&T e Verizon.

## Storia
Il primo predecessore di Lumen era la Oak Ridge Telephone Company di Oak Ridge, Louisiana, che era di proprietà di F. E. Hogan, Sr. Nel 1930, Hogan vendette la società, con 75 abbonati pagati, a William Clarke e Marie Williams, per $ 500. Nel 1946, il figlio della Williams, Clarke McRae Williams, ricevette la proprietà della compagnia telefonica di famiglia come regalo di nozze. Nel 1947, Clarke Williams apprese che la compagnia telefonica di Marion, in Louisiana, era in vendita. Con un prestito del socio in affari Joe Sydney Carter, Clarke acquistò la Marion Telephone Company e alla fine ne fece la sua base operativa mentre faceva crescere la sua azienda attraverso ulteriori acquisizioni. Lumen mantiene ancora gli uffici nell'ex edificio della sede centrale. L'azienda è rimasta a conduzione familiare fino alla sua costituzione nel 1968.

### 1967–1999
Nel 1967, la Oak Ridge Telephone Company serviva tre stati con 10.000 linee di accesso. Quell'anno, la società è stata costituita come Central Telephone and Electronics. Clarke M. Williams è stato sia presidente che presidente del consiglio di amministrazione. Tra il 1972 e il 1975, Clarke trasferì gradualmente la sua sede da Marion a Monroe, in Louisiana, per accedere alla più ampia base di dipendenti e per essere vicino all'aeroporto.
Nel 1971, la società è stata ribattezzata Century Telephone Enterprises, Inc. Nel 1972, Century Telephone ha acquisito La Crosse Telephone Corporation, del Wisconsin.
Il 24 ottobre 1978, Century Telephone si trasferì per la prima volta alla Borsa di New York e iniziò a operare con il simbolo CTL.
Nel 1989, Century Telephone Enterprises ha acquisito Universal Telephone, Inc. per 90 milioni di dollari in contanti. Alla fine degli anni '80 l'azienda ha iniziato una lunga tendenza in cui ha ottenuto ottimi risultati. Le azioni si sono divise tre per due due volte in questo periodo, poiché gli utili sono cresciuti costantemente, durante la recessione del 1990-1991, e alla fine del 1991 hanno raggiunto quasi i 40 milioni di dollari, il doppio rispetto a quanto erano stati nel 1987.
Sempre nel 1993 la società divise ancora una volta le sue azioni tre per due. Tuttavia, a quel punto, la società aveva accumulato quasi $ 520 milioni di debiti a lungo termine.
Nel 1997, Century Telephone ha acquisito Delta Security Alarm Co., Inc di Monroe, Louisiana, la sua più grande acquisizione fino a quel momento, Pacific Telecom, raddoppiando le sue dimensioni con 660.000 linee di accesso telefonico aggiuntive in 12 stati. Pacific Telecom, Inc., avrebbe continuato ad esistere ed è stata ribattezzata CenturyTel of the Northwest, Inc.
Nel 1999, la società è stata ribattezzata CenturyTel, Inc. Ha diviso le sue azioni tre per due ancora una volta ed è stato aggiunto all'indice Standard & Poor's 500 quell'anno.

### 2008 e la fusione con Embarq

CenturyLink logo, usato per i residential services

Il 27 ottobre 2008, Embarq ha annunciato che sarebbe stata acquisita da CenturyTel, Inc. in una transazione interamente azionaria del valore di circa $ 6 miliardi. L'amministratore delegato di CenturyTel, Glen Post, rimarrà amministratore delegato della società risultante dalla fusione dopo l'acquisizione, e rimarrà amministratore delegato dal 2018. Embarq era l'ex attività di rete fissa di Sprint e serviva città in 18 stati, inclusi Nevada, Florida, North Carolina e Ohio. L'accordo ha reso CenturyTel il terzo fornitore di telefonia fissa in Pennsylvania dopo Verizon e Comcast.
Il 19 ottobre 2009, i marchi CenturyTel ed Embarq sono stati ritirati e tutte le attività sono state ufficialmente condotte sotto lo stendardo CenturyLink, continuando a negoziare sul NYSE con il ticker di borsa CenturyTel CTL. Il nuovo nome aziendale, CenturyLink, Inc., non è diventato ufficiale fino a maggio 2010.

### 2010 e la fusione con Qwest
Il 22 aprile 2010, CenturyLink (a questo punto ancora legalmente noto come CenturyTel, Inc.) ha annunciato che avrebbe acquisito Qwest in una transazione stock-for-stock. L'aggiunta di Qwest ha permesso a CenturyLink di diventare la terza più grande azienda di telecomunicazioni negli Stati Uniti e il più grande provider di telefonia fissa nello stato del Colorado. La nuova società ha 17 milioni di linee di accesso, 5 milioni di clienti a banda larga e 1,4 milioni di abbonati video in 37 stati.

### 2020 cambio di nome in Lumen
Il 14 settembre 2020, CenturyLink, Inc ha annunciato di aver cambiato il marchio in Lumen Technologies, Inc. A partire dall'apertura della giornata di negoziazione del 18 settembre 2020, lo stock ticker della società è passato da CTL a LUMN. Per i residenti e le piccole imprese, il marchio CenturyLink continuerà ad essere utilizzato per i servizi tradizionali basati sul rame. Il marchio Quantum Fiber verrà utilizzato per prodotti e servizi basati su fibre.